# Masaya Honda
Masaya Honda (本田 将也 Honda Masaya?), född 20 november 1973 i Osaka prefektur, är en japansk före detta fotbollsspelare.
Honda började sin karriär 1996 i Kyoto Purple Sanga. Han avslutade karriären 1999.